# Cubagem
Cubagem, também conhecido como frete peso, é o resultado de um cálculo matemático que determinará o valor do frete, a partir da padronização da cobrança pelo uso do compartimento de carga de caminhões, navios ou aviões, entre produtos de pesos e volumes variados.
O cálculo busca obter o valor ideal do peso da mercadoria em relação ao volume que esta irá ocupar no compartimento, a partir da multiplicação de quatro fatores: as três dimensões do produto (altura x largura x profundidade, em metros) e um fator de cubagem. Tal fator é convencionado pelo tipo de transporte. A Associação Nacional do Transporte de Cargas e Logística (NTC & Logística) recomenda até 300 quilos por metro cúbico para transportes rodoviários no Brasil. Assim, para fretes rodoviários, o fator de cubagem é igual a 300. Para transportes aéreos, a Associação Internacional de Transporte Aéreo (IATA) recomenda que se utilize 166,667 quilos por metro cúbico (equivalente a dividir o volume em centímetros cúbicos por 6000).
1. 1 2  Alexandre Bastos Tomaz. Organização e Estrutura de Transportes: componente do curso técnico de logística. [S.l.: s.n.] ISBN 9786558903499
2. 1 2  Bruno Paoleschi. Logística Industrial Integrada: Do planejamento, produção, custo e qualidade à satisfação do cliente. [S.l.: s.n.] ISBN 9788536525433
3. 1 2  Edmilson Maleski, Jessica Fragoso, Denis Andrade, Gabriela Schilling. E-commerce: Uma via de mão dupla. [S.l.: s.n.] ISBN 9786525447414
4. 1 2  Luciana Maura Aquaroni Geraldi, Luciane Mialich Scadelai, Wagner José Bolzan e José Rafael Pereira. Pesquisa Em Educação Matemática. [S.l.: s.n.] ISBN 9788591587414
5. ↑  «Manual de Cálculo de Custos e Formação de Preços do Transporte Rodoviário de Cargas - 2014» (PDF). Associação Nacional do Transporte de Cargas e Logística
6. ↑  «Air Cargo Tariffs and Rules: What You Need to Know» (em inglês). International Air Transport Association (IATA)